# Епархия Фленуклеты
Епархия Фленуклеты (лат. Dioecesis Flenucletensis) — упразднённая епархия, в настоящее время титулярная епархия Римско-Католической церкви.

## История
Античный город Фленуклета находился на территории римской провинции Мавретания и с I по V век был центром одноимённой христианской епархии.
С 1967 года епархия Фленуклеты является титулярной епархией Римско-Католической церкви.

## Епископы
- епископ Фелиций (упоминается в 484 году).

## Титулярные епископы
- епископ Julien Le Couëdic (21.02.1967 — 10.12.1970);
- епископ Antoine Mayala ma Mpangu (30.08.1971 — 27.04.1973) — назначен епископом Кисанту;
- епископ Nicholas Mang Thang (21.06.1988 — 21.11.1992) — назначен епископом Хакхи;
- епископ Жуан Брас ди Авис (6.04.1994 — 12.08.1998) — назначен епископом Понта-Гросы;
- епископ Hélio Adelar Rubert (4.08.1999 — 24.03.2004) — назначен епископом Санта-Марии;
- епископ Joseph Walter Estabrook (7.05.2004 — 4.02.2012);
- епископ Нил Лущак O.F.M.[1] (19.11.2012 — по настоящее время).

## Источник
- Annuario Pontificio, Libreria Editrice Vaticana, Città del Vaticano, 2003, стр. 820, ISBN 88-209-7422-3
- Pius Bonifacius Gams, Series episcoporum Ecclesiae Catholicae, Leipzig 1931, стр. 465 (лат.)
- Stefano Antonio Morcelli, Africa christiana, Volume I, Brescia 1816, стр. 157 (лат.)